# Буря (Джорджоне)
«Буря» — відома картина художника  Джорджоне да Кастельфранко венеційської школи живопису.

## Перебування картини
Марк Антоніо Мікіель бачив картину у 1530 р. в маєтку венеційського аристократа Габріеля Вендрамін. Це найдавніше свідоцтво про полотно, що знайдене в документах. Не знаючи назви картини, він записав її як " Пейзаж на полотні з грозою, циганкою та солдатом, намальований рукою Джорджо да Кастельфранко ". Безсоромно оголену жінку Мікіель приймав за циганку, а хлопця зі списом — за вояка.
За цією назвою картину і відшукали пізніше, як і інші, що бачив колись Мікіель. Декілька століть картину називали « Родина Джорджоне». Блискавка на полотні спонукала до нової назви — " Гроза ". Тепер це " Буря ".
У 1885 р. полотно віднайшов Якоб Буркгардт в колекції Манфріні в Венеції. Нині зберігається в Галереї Академії в Венеції.

## Повна загадка
Вже два століття йдуть суперечки, що це за сюжет і хто персонажі. Існує ціла бібліотека, присвячена тільки цій картині. Найбільш близькою виявилася гіпотеза Н. Білоусової, що пов'язала сюжет, ренгенограму картини і поему Джованні Бокаччо " Ф'єзоланські німфи ". Адже поему вперше надрукували в Венеції за рік до народження Джорджоне і там її добре знали.
На ренгенівському знімку картини по-за фігурою вояка зі списом була ще одна оголена жінка, тобто ще одна німфа. Але малюючи картину про любовну пару, художник замалював її фігурою парубка, що ясніше вказувало на сюжет про закоханих. Йшлося про парубка Афріко та німфу Мензолу. Та була посвячена цнотливій богині Діані і не мала права на земне кохання. Але не встояла і відповіла на пристрасть хлопця. Про них дізналась Діана і, розлютившись на закоханих, покарала німфу. Афрко покінчив життя самогубством. Художник і зупинився на миті, коли закохані ще не знають, що чекає попереду. Це останні миті їх життя і кохання. Попереду буря, що обірве їх життя. Натяком на це є і дві зламані колони, що символізують обірвані смертю життя.